# Urbanodendron bahiense
Urbanodendron bahiense är en lagerväxtart som först beskrevs av Carl Daniel Friedrich Meisner, och fick sitt nu gällande namn av J.G. Rohwer. Urbanodendron bahiense ingår i släktet Urbanodendron och familjen lagerväxter. Inga underarter finns listade i Catalogue of Life.